# Joga 10
Joga 10 foi um reality show esportivo brasileiro exibido pela Rede Bandeirantes, em parceria com a Nike e com a RGB
O programa contou com a participação - como 8 - do então coordenador técnico da Seleção Brasileira, Zagallo, e dos ex-jogadores Dunga e Bebeto.
O Joga 10 deu ao vencedor - Luan Andrade Santana - um estágio de 15 dias na categoria sub-15 do Corinthians (então patrocinado pela Nike).

## O programa
Este Reality Show foi o primeiro projeto de conteúdo de futebol realizado pela Nike do Brasil, que procurou a Band por seu histórico de programação esportiva, e estabeleceu uma parceria com a emissora para a veiculação do programa, produzido pela RGB. O objetivo foi selecionar um craque para vestir a camisa 10.
De formato até então inédito no Brasil, o Joga 10 foi inspirado em um reality-show apresentado na Itália, chamado Campioni - Il sogno. Um dos competidores da produção italiana foi Diego Armando Júnior, filho do ex-jogador argentino Maradona. A maior diferença entre as duas edições é que a versão brasileira objetivou selecionar, exclusivamente, meninos que nunca tiveram espaço no meio esportivo.
Assim, só puderam participar do programa meninos nascidos entre janeiro de 1990 e 10 de abril de 1991 (14 e 15 anos, portanto), não-federados, que estivessem estudando e que fossem capazes de jogar na posição de meio-campo.
Zagallo, Dunga e Bebeto desenvolveram um circuito de avaliação baseados nos principais fundamentos do futebol. Foram eles: técnico, físico, tático e psicológico. Mais de 40.000 garotos de todo o Brasil se inscreveram, para realizarem o teste no Parque São Jorge em São Paulo. Apenas 43 garotos passaram para a 2° fase, e depois apenas 22 garotos seguiram para o Rio de Janeiro para um período de concentração, treinamentos, jogos e avaliações psicológicas.
Os 22 garotos entraram no campo de futebol para o grande teste, sendo observados sempre pelos 3 jurados. Foi durante o jogo que Thiago Ferrari, um dos participantes teve que ser afastado devido a uma contusão. Durante os jogos aqueles que não iam bem, eram eliminados durante o reality. Todos os dias os jurados conversavam sobre quem seriam os eliminados. Alguns dos meninos ficavam muito emocionados e tristes com a saída, porém 1 dos garotos eliminados alegou em revolta que as eliminações se davam apenas pelo comportamento dos garotos nas câmeras, e não pelo intuito do futebol.
Durante as semanas os garotos praticavam e aperfeiçoaram vários fundamentos do futebol, como: antecipação e domínio, condução de bola, passe, drible e chute a gol. Os jurados exigiam muito dos garotos, porém os meninos tinham momentos de lazer, como banhos de piscina, passeio na praia e jogos para se divertirem. Quando sobraram apenas 4 participantes, houve a surpresa presença do técnico Parrera nos treinamentos.
A final do programa contou com os jurados, e os 5 meninos restantes: Celso, Vinícius, Yuri , Gustavo e Luan. Dunga trouxe uma camiseta de futebol com o número 10 nas costas e um adesivo sob o nome do ganhador, e a entregou para Zagallo. Ele então retirou o adesivo e revelou o nome do vencedor: Luan. O Joga 10 deu ao vencedor - Luan Andrade Santana - um estágio de 15 dias na categoria sub-15 do Corinthians (então patrocinado pela Nike). Por um telão, Luan recebeu os parabéns de Ronaldinho Gaúcho, então melhor jogador do mundo. Luan ganhou uma camiseta do Corinthians e entrou em comemoração com os amigos.

## Vencedor
O vencedor do programa foi Luan Andrade Santana. Ele derrotou Vinícius, Yuri , Celso e Gustavo na final. Por um telão, Luan recebeu os parabéns de Ronaldinho Gaúcho, então melhor jogador do mundo.
Luan atualmente joga no Esporte Clube Madureira.

## Audiência
O programa teve boas médias de audiência para a emissora e para o Horário. No episódio 3,por exemplo, teve média de 5 pontos no Ibope, chegando a picos de 7 pontos. Já o episódio final registrou 6 pontos de média de audiência, com picos de 9.

## Crítica
O programa recebeu críticas quanto a premiação, que deu ao vencedor a oportunidade de um estágio de apenas 15 dias na categoria sub-15 de um clube patrocinado pela Nike do Brasil. A justificativa foi que esse espaço já seria o suficiente para abrir o mercado para os garotos.

## Polêmica
A justiça chegou a proibir o programa de ir ao ar após o ex-jogador do Fluminense e atual empresário Norberto Lemos entrar com uma petição alegando ter registrado o formato do programa em fevereiro daquele ano. No dia 19 de Abril de 2005 a Justiça liberou a exibição do programa.